# Francesco Arcangelo Paoli
Francesco Arcangelo Paoli   (Florència, 1571 (Gregorià) - 1635) fou un músic carmelita que publicà Directorium Chori, una cum processionali... (Nàpols, 1604), Cantionem (Nàpols, 1624).